# Follow. Me
『Follow. Me』（フォロー・ミー）は、jyA-Meのソロメジャーデビュー後の2枚目のオリジナル・アルバム。2013年1月30日にVenus-B/キングレコードから発売された。

## 概要
CLIFF EDGEのラップをフィーチャーした「White Sweet Love feat.CLIFF EDGE」を筆頭に、歌唱力の良さを生かしたバラードやハートフルなラヴ・ソング、結婚を迎えた女性の心情を綴ったブライダル・ソング、大切な愛犬への想いを込めたメッセージ・ソングに加え、ダンサブルなエレクトロ・フロアー・チューン、海外シンガーを招いたR&Bデュエット・ソングなど、バラエティに富んだ楽曲が収録されている。

## 収録曲

### DISC 1 (CD)
1. White Sweet Love feat.CLIFF EDGE[05:03]
作詞：jyA-Me、JUN、SHIN
作曲：JUN、jyA-Me
2. あの頃に… Once again[04:07]
作詞：jyA-Me
作曲：SHOW
3. Love Letter ～永遠の幸せ～[04:58]
作詞：jyA-Me/作曲：JIN
4. Follow me ～interlude～[01:42]
作曲：JIN
5. PASSWORD[03:53]
作詞：jyA-Me
作曲：JIN
6. Touch the sky[03:38]
作詞：jyA-Me
作曲：INP
7. 今日も逢いに行くよ[04:36]
作詞：jyA-Me/作曲：AILI、jyA-Me
8. オンリーワン[04:58]
作詞：jyA-Me
作曲：SiZK from ★STAR GUiTAR、Miss-art
9. oh my boy!![04:22]
作詞・作曲：jyA-Me
10. I won't miss u anymore[03:37]
作詞：jyA-Me、INP
作曲：INP
11. 涙 rain[05:15]
作詞：jyA-Me
作曲：MARKIE
12. Fallin' feat.Reuben Cannon[04:28]
作詞：jyA-Me、Reuben Canon、H-SLANG、JIN
作曲：JIN、jyA-Me、Reuben Canon
13. Come with me[04:48]
作詞：jyA-Me
作曲：jyA-Me、DJ GEORGIA

### DISC 2 (DVD)
1. [MUSIC CLIP]White Sweet Love feat.CLIFF EDGE (MUSIC CLIPS)
2. [MUSIC CLIP]あの頃に… Once again (MUSIC CLIPS)
3. [MUSIC CLIP]PASSWORD (MUSIC CLIPS)